# مجزرة عائلة شحادة (8 نوفمبر 2023)
مجزرة عائلة شحادة (8 نوفمبر 2023) أو مجزرة مخيم النصيرات (8 نوفمبر 2023) هي مجزرةٌ ارتكبها سلاح الجوّ الإسرائيلي حينما أغارَ على منزل يتبع لعائلة شحادة. وخلال ساعات الظهر الأولى ليوم الأربعاء الموافق 8 نوفمبر 2023 قام سلاح الجو بشن سلسلة غارات استهدفت منزل المواطن عبد الرحمن شحادة بالإضافة إلى تضرر عدة منازل مجاورة تتبع أيضاً لعائلة شحادة. هذه المجزرة من ضمن عدة مجازر وقعت خلال عملية طوفان الأقصى. تسبّبت هذه المجزرة الإسرائيليّة والتي استهدفت عائلة شحادة إلى استشهاد أكثر من 18 شهيداً من عائلة شحادة وجميعهم من عائلة واحدة، ومعظمهم أطفال ونساء إضافة إلى عشرات الجرحى وعدد كبير من المفقودين.

## خلفية الحدث
في ساعاتِ الصباح الأولى من يوم السابع من أكتوبر 2023 أطلقت حركة المقاومة الإسلامية حماس عبر ذراعها العسكري كتائب الشهيد عز الدين القسام عملية طوفان الأقصى وذلك ردًا على الاعتداءات الإسرائيلية وتدنيس الأقصى والاستمرار في الاستيطان، كما أكّد على ذلك محمد الضيف القائد العام للقسّام والذي أعطى إشارة انطلاق العمليّة التي شهدت اقتحامًا من المقاومين لمستوطنات غلاف غزة ونجحوا في قتلِ عدد كبيرٍ من الجنود الإسرائيلين، وأسر عشرات آخرين كما استطاعوا خلال ساعات قطع عشرات الكيلومترات ووصلوا لمستوطنات أبعد من تلك المحيطة والقريبة من قطاع غزة.
استمرَّت الاشتباكات بين الجيش الإسرائيلي وبين المقاومين في عديد من المستوطنات وعلى رأسها مستوطنة سديروت. الرد الإسرائيلي على هذه العمليّة جاء من خلال شنّ سلاح الجو الإسرائيلي عشرات الغارات العشوائيّة على القطاع متسبّبة في مقتل عشرات المدنيين وتدمير البنية التحتية لمدن القطاع، ليصل حد فرض إغلاق شامل وقطع متعمد لكل الخدمات من ماء وكهرباء وغاز، وهو ما هدَّد حياة أكثر من مليونَي فلسطيني يعيشُ داخل القطاع الذي يُعاني أصلًا من تبعات الحصار الخانق عليهم منذ ستة عشر عاماً.
وفي مساء يوم 27 أكتوبر/تشرين الأول، أعلن جيش الاحتلال الإسرائيلي بدء الهجوم بري على قطاع غزة من خلال بدء التوغل في بلدة بيت حانون ومخيم البريج. حدث الهجوم وسط سلسلة من الغارات الجوية الإسرائيلية واسعة النطاق التي أدت إلى قطع الاتصالات المتنقلة والوصول إلى الإنترنت في غزة.

## المجزرة
مع بداية يوم الأربعاء الموافق 8 نوفمبر 2023، قام سلاح الجو الإسرائيلي باستهداف مخيم النصيرات بحزام ناري وقع على المنازل التي يعيش بها أفراد عائلة شحادة. حيثُ تم استهداف منزل المواطن عبدالرحمن شخادة ومنزل المواطن أبو أنس شحادة وتضرر عدة منازل مجاورة، وقع الاستهداف في تمام الساعة الثانية عشر والنصف ظهراً، وتمكنت سيارات الإسعاف والدفاع المدني من انتشال جثامين 18 مواطناً بينهم 10 أطفال من عائلة شحادة، إضافة إلى عشرات الجرحى وعدد كبير من المفقودين.